# 釧路地方検察庁
釧路地方検察庁（くしろちほうけんさつちょう）は、北海道釧路市にある日本の地方検察庁の一つで、北海道のうち釧路、十勝、オホーツク南部、根室の各振興局管内を管轄している。略称は、釧路地検（くしろちけん）。帯広、網走、北見、根室に支部を置いている。

## 所在地
- 本庁 - 釧路市柏木町5-7 釧路法務総合庁舎　北緯42度58分15.2秒 東経144度23分26.1秒 / 北緯42.970889度 東経144.390583度
JR根室線 釧路駅からくしろバスに乗車、「裁判所坂下」バス停から徒歩約5分
- 帯広支部 - 帯広市東5条南9丁目1-1　北緯42度55分21秒 東経143度12分46秒 / 北緯42.92250度 東経143.21278度
JR根室線 帯広駅から十勝バス（［6］東8条線・［21］南商あかしや線）に乗車、「協会病院前」バス停から徒歩1分
- 網走支部 - 網走市台町1丁目4-15 網走法務総合庁舎　北緯44度1分1.4秒 東経144度16分44.3秒 / 北緯44.017056度 東経144.278972度
JR釧網線・石北線 網走駅から網走バス（「羽衣団地」行き・「東京農大」行き・「つくしヶ丘団地」行き）に乗車、「台町2丁目」バス停から徒歩1分
- 北見支部 - 北見市寿町4丁目2-16 北見法務総合庁舎2階　北緯43度48分49.1秒 東経143度52分46.5秒 / 北緯43.813639度 東経143.879583度
JR石北線 北見駅から北見バス（［9］緑ヶ丘団地線）に乗車、「花月町」バス停から徒歩1分
- 根室支部 - 根室市弥栄町1丁目18 根室地方合同庁舎3階　北緯43度19分51.1秒 東経145度35分8秒 / 北緯43.330861度 東経145.58556度
JR花咲線 根室駅から徒歩5分

## 管轄
| 本庁     | 釧路区検察庁 | 釧路市・釧路郡・厚岸郡・川上郡・阿寒郡・白糠郡                                                             |
| 帯広支部 | 帯広区検察庁 | 帯広市・河西郡・広尾郡・十勝郡・上川郡（新得町・清水町）・河東郡・中川郡（幕別町・池田町・豊頃町）         |
| 帯広支部 | 本別区検察庁 | 足寄郡・中川郡（本別町）                                                                                   |
| 網走支部 | 網走区検察庁 | 網走市・北見市（旧常呂郡常呂町）・斜里郡・網走郡（大空町）                                                 |
| 北見支部 | 北見区検察庁 | 北見市（旧北見市・旧常呂郡端野町・旧常呂郡留辺蘂町）・網走郡（美幌町・津別町）・常呂郡（訓子府町・置戸町） |
| 北見支部 | 遠軽区検察庁 | 紋別郡（遠軽町・湧別町）・常呂郡（佐呂間町）                                                               |
| 根室支部 | 根室区検察庁 | 根室市 |
| 根室支部 | 標津区検察庁 | 標津郡・野付郡・目梨郡                                                                                     |